# Robert Trossin
Robert Trossin, född den 14 maj 1820 nära Bromberg, död den 1 februari 1896 i Berlin, var en tysk kopparstickare. 
Trossin studerade i Berlin under Buchhorn och Mandel. Redan hans första större blad, föreställande en italiensk fiskargosse (efter Magnus), vittnade om säker teknik. Han blev 1850 direktör för kopparstickarskolan i Königsberg. Bland hans stick bör nämnas de som föreställer Jeftas dotter (1859, efter Schrader), en bedjande munk vid Henrik IV:s bår (efter Lessing), en dilettantkvartett (1868, efter Hiddemann), Mater Dolorosa (efter Guido Reni), Antonius av Padua syn (efter Murillo) och en venetianska (efter Savoldo).